# Роџер Корман
Роџер Вилијам Корман (енгл. Roger William Corman; Детроит, 5. априла 1926 — Санта Моника, 9. мај 2024) био је амерички филмски продуцент, редитељ, сценариста и глумац, који је снимио велики број филмова у категорији Б (углавном нискоквалитетни хорор филмови и акциони филмови). Звали су га "краљ филмова Б класе" и "краљ драјв-ина" (биоскопи на отвореном). Корман је постао познат као редитељ, способан да прави филм са феноменалном брзином и са минималним буџетом. Наводно је филм Мала продавница страве (1960) његовом умешношћу, снимљен за рекордна 2 дана, за $ 30,000. Врхунац креативне активности Кормана дошао је 1950-их и 1960-их година, након чега је практично смањио своје директно учествовање у снимању филмова и посветио се више продукцији.
Године 2009. Корману је додељен почасни Оскар за допринос филму. Многи познати холивудски режисери су једно време сарађивали с њим или су почињали своје каријере код њега. Међу њима су били Франсис Форд Копола, Џејмс Камерон, Џо Данте, Мартин Скорсезе и Џонатан Деми. Исто тако давао је улоге многим познатим глумцима на почетку њихове каријере. Неки од њих су Џек Николсон, Питер Фонда, Роберт де Ниро, Брус Дерн, Денис Хопер, Силвестер Сталоне, Дајен Лед, Вилијам Шатнер и многи др. Касније, као знак захвалности, неки од њих су давали епизодне улоге у својим филмовима Корману.